# Papyrus 35
Papyrus 35 (nach Gregory-Aland mit Sigel {\displaystyle {\mathfrak {P}}}35 bezeichnet) ist eine frühe griechische Abschrift des Neuen Testaments. Dieses Papyrusmanuskript des Matthäusevangeliums enthält nur die Verse 25,12–15,20–23. Mittels Paläografie wurde es dem 4. Jahrhundert zugeordnet.
Der griechische Text des Kodex repräsentiert den Alexandrinischen Texttyp. Kurt Aland ordnete ihn in Kategorie I ein.
Die Handschrift befindet sich zurzeit in der Biblioteca Laurenziana (PSI 1) in Florenz.